# Zulu

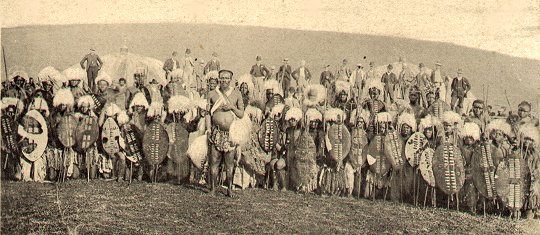
Guerrieri Zulù alla fine del XIX secolo

Gli Zulu (o Zulù) sono un gruppo etnico africano che ebbe fortuna politica e militare agli inizi del XIX secolo, appartenente al popolo Nguni insieme agli Swazi e agli Ndebele dello Zimbabwe.
Gli Zulu sono circa 16 milioni e si trovano principalmente nell'area della provincia di KwaZulu-Natal in Sudafrica. Parlano lo isiZulu, una lingua bantu appartenente al sottogruppo nguni. Il loro nome deriva da amazulu, che in isiZulu significa "gente del cielo". Il Regno Zulu svolse un ruolo determinante nella storia del Sudafrica nel XIX secolo. Durante il regime dell'apartheid, gli Zulu venivano considerati come cittadini di livello inferiore; oggi sono il gruppo etnico più numeroso del paese e godono degli stessi diritti degli altri cittadini sudafricani.

## Storia

### Regno di Shaka

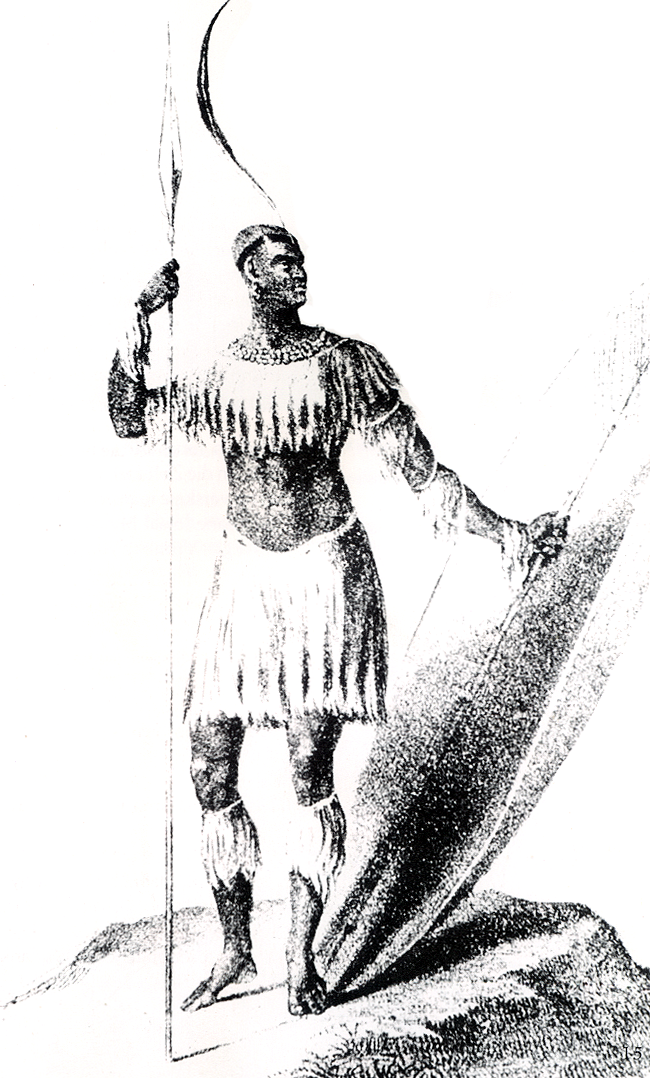
Shaka, re degli Zulù. Disegno di James King, mercante di Port Natal

Originariamente, il nome Zulu apparteneva a un clan minore del nord di quella che oggi è la provincia del KwaZulu-Natal; all'epoca, l'area era occupata da molte piccole tribù Nguni. Alla fine del XVIII secolo, il capo degli Zulu era Senzangakona, che ebbe con una donna di nome Nandi un figlio illegittimo, Shaka. Esiliati da Senzangakona, Nandi e Shaka si rifugiarono presso la tribù degli Mthethwa, presso i quali Shaka divenne un apprezzato guerriero. Quando Senzangakona morì, il capo degli Mthethwa Dingiswayo iniziò la sua azione riformatrice che condusse all'unificazione dell'educazione e dell'arte militare, oltre a consolidare la sua autorità ad una confederazione estesa circa 100 chilometri. Aiutò Shaka a diventare capo degli Zulu. Da quel momento, Zulu e Mthethwa furono alleati. Quando Dingiswayo morì (ucciso dal re Zwide del popolo Ndwandwe), Mthethwa e Zulu si unirono sotto Shaka, proclamato re del Regno Zulu. Shaka rivoluzionò l'addestramento militare e l'arte della guerra; condusse diverse campagne militari espandendo il proprio regno (alcuni scontri vengono ricordati con il nome di Guerra Civile Zulu) fino a formare una grande nazione fra i fiumi Tugela e Pongola. L'espansione degli Zulu ebbe un ruolo determinante in quello che fu chiamato Mfecane - un enorme movimento migratorio di masse che sfuggivano agli invasori, e che sconvolse tutta l'Africa sudorientale. Attualmente, tra storici e antropologi, le cause e la portata del Mfecane sono piuttosto controverse e considerate ora come un'esagerazione della propaganda pro apartheid, ora dovute all'arrivo di colonizzatori europei ed asiatici, ora come una vera guerra per l'egemonia tra nativi africani che ha portato da 1 a 2 milioni di morti.

### Regno di Dingane
Shaka fu ucciso in un complotto di corte che coinvolgeva i due fratellastri Dingane e Mhlangana. Dingane divenne re e appena giunto al potere fece massacrare molti altri membri della famiglia reale e sostenitori di Shaka. A queste purghe sopravvisse Mpande, un altro fratellastro, che Dingane, poco avvedutamente, giudicò troppo debole per rappresentare un pericolo.
Nell'ottobre del 1837, il leader dei Voortrekker Piet Retief incontrò Dingane per ottenere terra per i coloni europei. Dopo un complesso periodo di rapporti talvolta tesi, il 4 febbraio 1838 Dingane cedette tutta la terra a sud del Tugela, fino al fiume Mzimvubu. Il 6 febbraio, durante le celebrazioni dello storico trattato, Dingane fece uccidere a tradimento Retief e i suoi uomini, e attaccò un accampamento Voortrekker uccidendo 500 fra uomini, donne e bambini, in un massacro oggi ricordato col nome Weenen ("piangere" in olandese).
I Voortrekker sopravvissuti elessero un nuovo leader, Andries Pretorius, che sconfisse l'esercito di Dingane, tornato all'attacco, nella Battaglia di Blood River, il 16 dicembre 1838. A causa della sconfitta, Dingane bruciò il proprio palazzo reale e fuggì verso nord. Mpande, il fratellastro sopravvissuto alla furia fratricida di Dingane, si unì ai Voortrekkers, con un esercito di 17000 Zulù, e mosse guerra a Dingane, che morì nei pressi dell'attuale confine dello Swaziland.

### Regno di Mpande
Nel 1839 i Voortrekker di Pretorius, fondarono la repubblica boera di Natalia, che mantenne relazioni amichevoli con gli Zulù di Mpande. Quando gli inglesi conquistarono Natalia sconfiggendo i boeri, Mpande riuscì a mantenere buoni rapporti anche con i nuovi vicini.
Nel 1843, Mpande iniziò ad attuare una serie di purghe contro i dissidenti nel suo regno. Alcuni di essi fuggirono con il bestiame oltre i confini, e per fermarli Mpande spinse il proprio esercito in incursioni fuori dal Regno, fino a invadere lo Swaziland nel 1852. Questo incrinò i rapporti con gli inglesi, che fecero pressioni su Mpande fino a costringerlo a ritirarsi dalle zone occupate.
Nello stesso periodo, i figli di Mpande, Cetshwayo e Mbuyazi, diedero vita a una guerra civile per la successione, che si concluse nel 1856, con la morte in battaglia di Mbuyazi. Nel 1872, alla morte di Mpande per vecchiaia, Cetshwayo salì al potere.

### Caduta del Regno

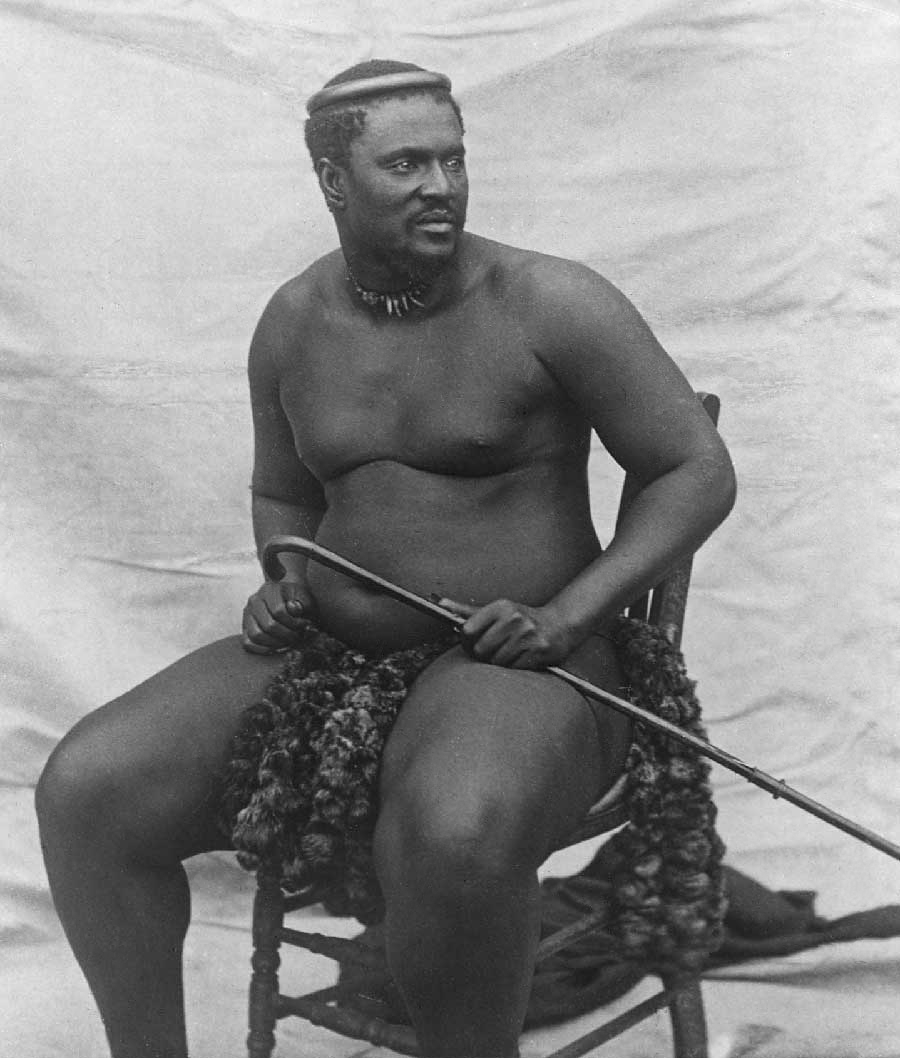
Cetshwayo, all'incirca nel 1875

L'11 dicembre 1878, i britannici inviarono un ultimatum a 14 capi locali del Regno Zulù. Cetshwayo fu informato e respinse questi ultimatum come inaccettabili. Alla fine del mese, i britannici attraversarono il Tugela, dando inizio alla Prima guerra zulù del 1879. Gli Zulù, forti della migliore tecnica bellica delle popolazioni africane, dalla "nuova" arma per il combattimento ravvicinato (iklwa) all'organizzazione militare divisa in Impi, al pari dei reggimenti europei, ottennero - grazie alla soverchiante superiorità numerica e ad un attacco a sorpresa - una prima vittoria nella battaglia di Isandlwana, il 22 gennaio, distruggendo di sorpresa un accampamento britannico di oltre 1500 uomini tra regolari e truppe ausiliarie, rimasti in retroguardia, attaccandolo con 44.000 uomini. A distanza di poche ore attaccarono le retrovie britanniche a Rorke's Drift, sul fiume Tugela, con altri 4000 uomini. Ma i 139 britannici trincerati riuscirono a sconfiggere i 4.000 disorganizzati Zulù. Successivamente, la colonna principale inglese puntò sul Kraal reale di Ulundi, dove sconfisse gli Zulù il 4 luglio.
Cetshwayo fu catturato e mandato in esilio a Città del Capo. I britannici suddivisero il Regno Zulù in 13 regni più piccoli, ciascuno con un proprio governante. Questi regni entrarono però presto in conflitto. Nel 1882, con il benestare della Regina Vittoria, Cetshwayo fu nominato dai britannici re di una piccola regione. Nello stesso anno, fu attaccato a Ulundi da Usibepu, uno dei 13 governanti, che si avvaleva del supporto di mercenari boeri, fu ferito e dovette ritirarsi. Nel febbraio del 1884 morì, probabilmente avvelenato, e suo figlio Dinizulu ereditò il trono di un regno ormai assediato e drasticamente ridimensionato.
Dinizulu intraprese un'azione di contrattacco nei confronti di Usibepu, arruolando a sua volta un esercito di mercenari boeri, noti come "volontari di Dinizulu" e guidati da Louis Botha. I "volontari" sconfissero Usibepu nel 1884. In cambio, Dinizulu concesse loro quasi metà del territorio dello Zululand, consentendo loro di fondare una repubblica indipendente. La presenza boera però non fu tollerata dagli inglesi, che conquistarono lo Zululand nel 1887. Dinizulu fu arrestato e processato per "alto tradimento e violenza pubblica" e, nel 1889, ricevette una condanna a dieci anni di carcere da scontarsi sull'isola di Sant'Elena.

### Gli anni dell'apartheid
Nell'epoca dell'apartheid, il regime sudafricano creò lo stato di KwaZulu, dichiarando nel 1970 (con il Bantu Homeland Citizenship Act) che tutti gli Zulù nel territorio sudafricano erano da considerarsi cittadini di KwaZulu ma non del Sudafrica. Milioni di Zulu furono costretti a trasferirsi nello KwaZulu, che nel 1993 raggiunse una popolazione di oltre 5 milioni. Il KwaZulu era costituito da un certo numero di territori non contigui appartenenti all'area che corrisponde all'odierno KwaZulu-Natal. Nel 1994, con la caduta dell'apartheid, KwaZulu fu unito alla provincia di Natal (formando il KwaZulu-Natal), e ai cittadini di KwaZulu fu nuovamente riconosciuta la cittadinanza sudafricana e la libertà di movimento all'interno della nazione.

## Re degli Zulù

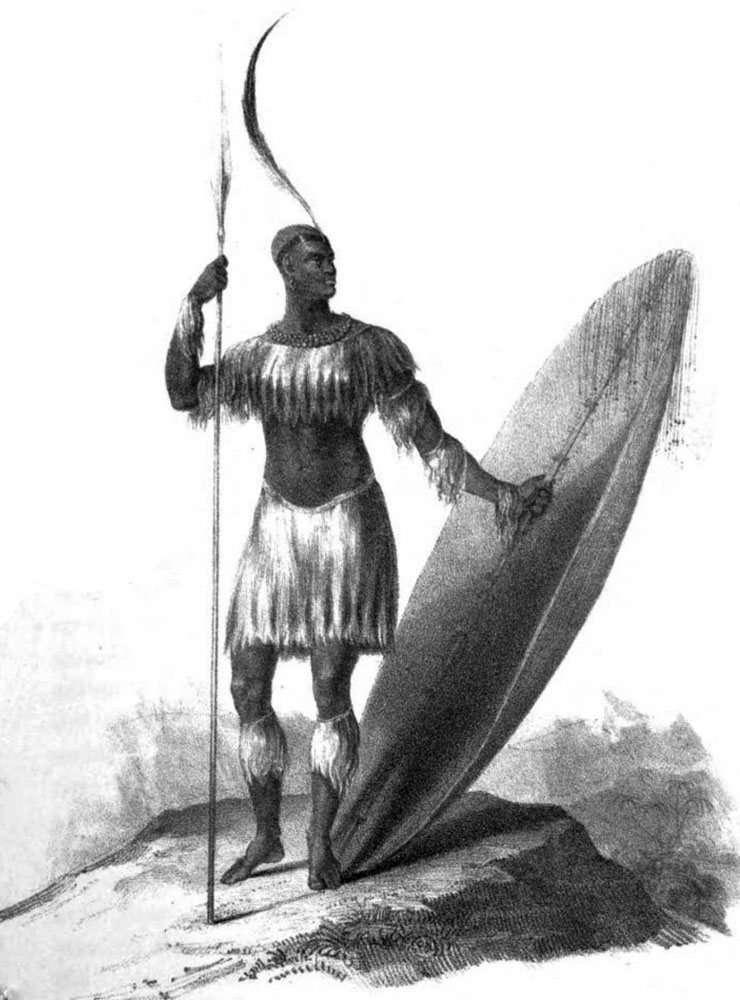
Re Shaka

Elenco in ordine cronologico dei re degli Zulù:
- Mnguni
- Nkosinkulu
- Mdlani
- Luzumana
- Malandela kaLuzumana, figlio di Luzumana.
- Ntombhela kaMalandela, figlio di Malandela.
- Zulu kaNtombhela, figlio di Ntombela, fondatore e capo del clan Zulu dal ca. 1709.
- Gumede kaZulu, figlio di Zulu, capo del clan Zulu.
- Phunga kaGumede (m. 1727), figlio di Gumede, capo del clan Zulu fino al 1727.
- Mageba kaGumede (m. 1745), figlio di Gumede e fratello di Phunga, capo del clan Zulu dal 1727 al 1745.
- Ndaba kaMageba (m. 1763), figlio di Mageba, (1745-1763).
- Jama kaNdaba (m. 1781), figlio di Ndaba, (1763-1781).
- Senzangakhona kaJama (ca. 1762-1816), figlio di Jama (1781-1816).
- Shaka kaSenzangakhona (ca. 1787-1828), figlio di Senzangakona, re dal 1816 al 1828.
- Dingane kaSenzangakhona (ca. 1795-1840), figlio di Senzangakona, re dal 1828 al 1840.
- Mpande kaSenzangakhona (1798-1872), figlio di Senzangakona, re dal 1840 al 1872.
- Cetshwayo kaMpande (1826-febbraio 1884), figlio di Mpande, re dal 1872 al 1884.
- Dinuzulu kaCetshwayo (1868-1913), figlio di Cetshwayo, re dal 1884 al 1913.
- Solomon kaDinuzulu (1891-1933), figlio di Dinuzulu, re dal 1913 al 1933.
- Cyprian Bhekuzulu kaSolomon (4 agosto 1924-17 settembre 1968), figlio di Solomon kaDinuzulu, re dal 1948 al 1968.
- Goodwill Zwelethini kaBhekuzulu (14 luglio 1948-2021), figlio di Cyprian Bhekuzulu kaSolomon, re dal 1968 al 2021.
- Misuzulu Sinqobile kaZwelithini (n. 23 settembre 1974), figlio di Goodwill Zwelethini kaBhekuzulu, re dal 2021.

## Comunità rurale e comunità zulù urbana
La popolazione zulù moderna è uniformemente divisa in un gruppo urbano e uno rurale.

### Comunità rurale zulù
La comunità rurale degli Zulù vive in villaggi, spesso senza elettricità e acqua corrente, in case costruite in una mistura di mattoni di fango e materiali più moderni ma economici. L'aristocrazia Zulu tende ancora a giocare un ruolo superiore nella guida del popolo Zulù rurale. I locali amaKhosi (letteralmente signore, sebbene “capo” è una traduzione più comune) tendono ad avere una certa influenza sulla gente della loro area. Alcune comunità Zulù vivono vendendo articoli di vimini e collanine ai turisti e agli abitanti della città. Alcuni sono solo semplici contadini, seguendo un'agricoltura di sussistenza, sebbene la grande aspirazione per il membro di una famiglia sia di trovare lavoro in una vicina città supportando col relativo guadagno l'intera famiglia.

### Popolazione zulù urbana
Gli Zulù più poveri vivevano nelle township, come conseguenza dell'apartheid. Comunque, un gran numero di Zulù adesso sono diventati membri della classe media e vivono nei sobborghi delle città. Alcuni di loro sono diventati anche importanti uomini d'affari ed un piccolo gruppo è composto di parlamentari.

## Musica zulù

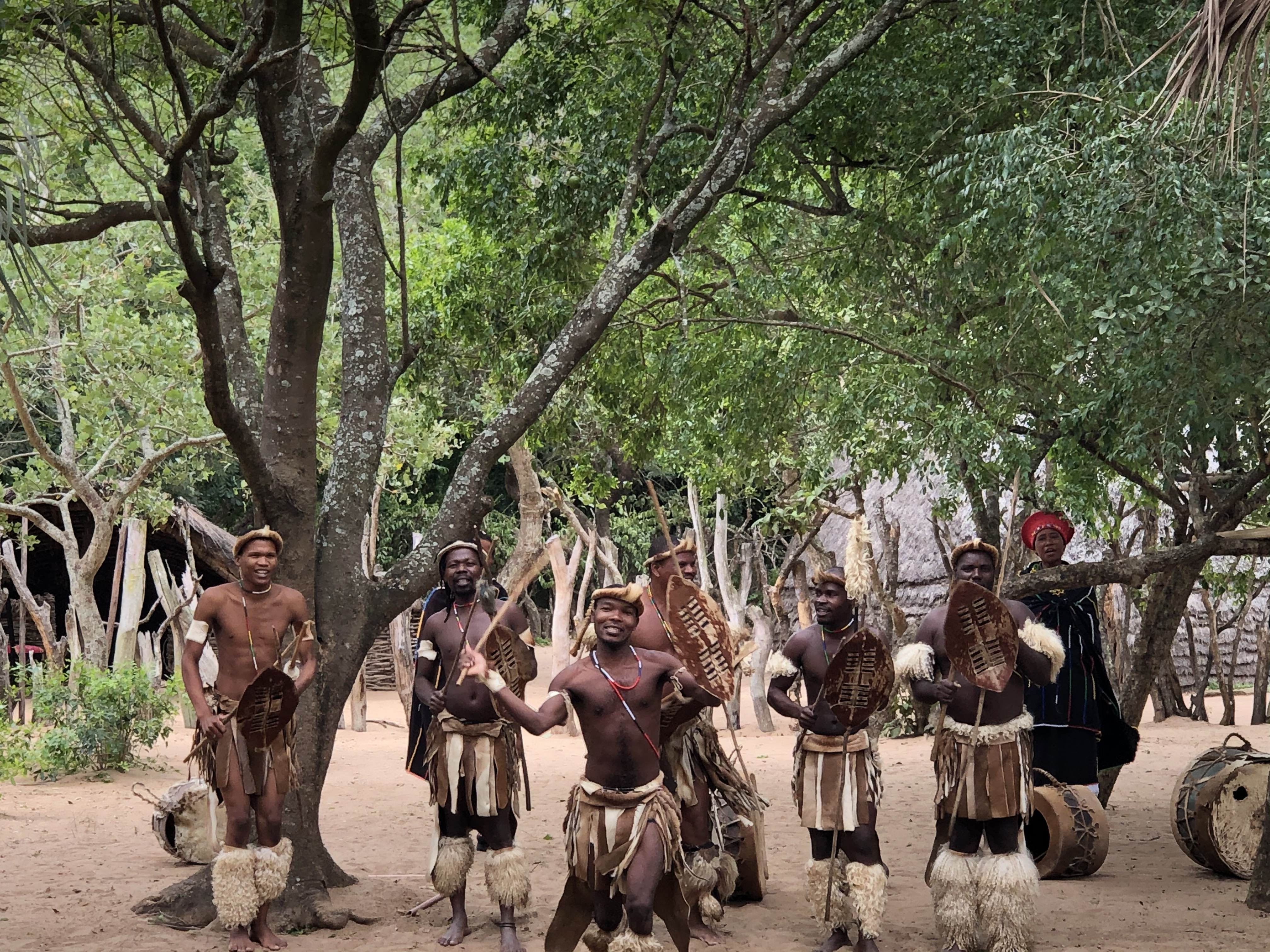
Danze zulu

Gli stili di canto degli Zulù e la loro eredità Nguni sono meritevoli di una menzione speciale.
Come in gran parte dell'Africa la musica è altamente considerata, permettendo la comunicazione d'emozioni e situazioni che non possono essere espresse attraverso la parola. La musica Zulù incorpora il ritmo, la melodia e l'armonia — la più conosciuta è la "isigubudu" (che può essere tradotta come convergere i corni su un animale, toccandolo con l'estremità; una spirale interiore che riflette i sentimenti più profondi). Il Maskandi e il Mbaqanga sono altri generi musicali Zulù. Famosi musicisti Maskandi sono Phuzekhemisi e Mfazomnyama.
La musica Zulù si sta diffondendo a livello globale, spesso grazie a musicisti bianchi insieme all'accompagnamento di cantanti Zulù o eseguendo canzoni di compositori Zulù. Esempi del primo genere sono Paul Simon e il sudafricano Johnny Clegg. La canzone "Wimoweh" e molte altre melodie nel primo album dei Bow Wow Wow sono esempio del secondo. Spesso tuttavia i musicisti Zulù non sono riconosciuti e non remunerati da parte dei musicisti bianchi.
Il gruppo Zulù di successo Ladysmith Black Mambazo sono fra gli artisti che hanno fatto conoscere le tradizioni musicali Zulù in tutto il mondo. Dopo aver contribuito all'album Graceland di Paul Simon hanno girato il mondo con numerosi artisti e hanno ricevuto due Grammy Awards.

## Storia dell'istruzione
Nel sistema educativo degli Zulù veniva data fondamentale importanza all’acquisizione di nozioni tecniche, religiose e sociali che iniziavano i bambini alla vita adulta. L’educazione era caratterizzata da un sistema ben preciso e strutturato che permetteva ai bambini di integrarsi nella società, apprendendo norme e valori dai più anziani. L’apprendimento era basato prevalentemente sull’imitazione ma, nel concreto, era ben differenziato tra maschi e femmine. I primi, infatti, iniziavano il loro percorso all’età di sei anni e imparavano dagli uomini come allevare il bestiame, principalmente ovini. I giovani maschi inoltre potevano decidere di imparare un mestiere; ad esempio, potevano imparare a lavorare il legno o il metallo, sempre apprendendo tramite l’imitazione degli esperti. Le giovani donne, invece, apprendevano dalle madri numerose mansioni tra cui la lavorazione dei campi, del vasellame da cucina e la preparazione delle vivande. Gli adulti spendevano molto tempo per insegnare ai più piccoli le loro future mansioni, non tralasciando l’insegnamento delle buone maniere e dei diritti e doveri, parte fondamentale per poter essere membro del clan.
Il secondo stadio dell’educazione dei giovani zulù veniva affidato ad un istruttore, pagato dai genitori, che per tre mesi accompagnava il ragazzo nel suo importante percorso. Lontano da casa, questo doveva imparare a confrontarsi con una parte fondamentale della cultura zulù: i riti. La loro funzione era quella di contraddistinguere ogni passo verso la maggiore età e ogni cerimonia aveva un rituale che aiutava il giovane a mettersi in contatto con gli dèi. Sia i maschi che le femmine venivano preparati ai momenti più importanti della loro vita in gruppi separati dove venivano impartite lezioni relative alla morale e al folklore; venivano inoltre celebrati i riti sacri per permettere ai ragazzi di imparare a rivolgersi agli spiriti ancestrali. In questa fase gli insegnanti facevano attenzione che gli allievi osservassero alcuni tabù richiesti dalle cerimonie di iniziazione.
La complessità dell’istruzione degli Zulù rispecchiava l’articolazione della struttura sociale. Il giovane, infatti, non finiva di imparare dopo essere venuto a contatto con i riti di iniziazione, ma doveva affrontare un terzo stadio che aveva lo scopo di preparare le persone adatte agli affari pubblici e politici. Agli allievi, spesso figli di notabili, non venivano impartite vere e proprie lezioni poiché presenziavano a processi importanti e, ascoltando il parere dei consiglieri e degli spettatori, imparavano a formarsi concetti propri.
Esisteva inoltre un tirocinio militare, successivamente eliminato, che ha rivestito grande importanza soprattutto ai tempi del grande capo Chaka, un conquistatore onorato e valoroso. I giovani più temerari venivano mandati in campi in cui esperti ufficiali insegnavano loro le pratiche militari, mentre le giovani reclute erano sottoposte a dure prove per imparare a diventare più coraggiose e preparate fisicamente.
In seguito l’istruzione tradizionale degli Zulù è stata sostituita dall’insegnamento scolastico regolare introdotto soprattutto dalle nazioni occidentali, sistema che ha provocato una rottura delle tradizioni.

## Lingua
La lingua zulu è parlata principalmente in Sudafrica; più di metà della popolazione sudafricana lo parla o lo comprende. Gran parte degli Zulù parla anche l'inglese, l'afrikaans e altre tra le undici lingue ufficiali del Sudafrica.